# Panait Istrati
Panait Istrati (Brăila, 10 d'agost de 1884 - Bucarest, 18 d'abril de 1935) fou un escriptor romanès d'origen grec del realisme, que va utilitzar principalment la llengua francesa en la seva obra. Va ser molt popular en el seu moment i se li va aplicar l'àlies del Gorki dels Balcans.

## Infància i joventut
Fill d'una bugadera (Joiţa Istrate) i d'un contrabandista grec que mai no va arribar a conèixer, va realitzar educació primària. Lector voraç des de nen, va haver de treballar en oficis molt humils, des de cambrer a una taverna fins a venedor ambulant.
Fervorós comunista, els seus primers escrits daten aproximadament de 1907, quan va començar a enviar-los a periòdics socialistes romanesos. El primer que es va publicar va ser l'article titulat «Hotel Regina», que va aparèixer a România Muncitoare, diari en què també s'editaran els seus primers contes: Mântuitorul, Calul lui Bălan, Familia noastră, 1 Mai. També va col·laborar amb altres diari esquerrans, com Dimineaţa, Adevărul o Viaţa Socială.
El 1910 va participar en l'organització d'una vaga a Brăila. Després, va marxar fora de la ciutat i va viatjar per Bucarest, Istanbul, el Caire, Nàpols, París (1913-1914) i Suïssa, on es va establir amb l'esperança de curar allí de la seva tuberculosi. Aquest període de vagabunderia va estar també marcat pels seus dos successius matrimonis, tots dos infeliços. Va tornar durant un breu període a Romania, on va intentar establir-se com a granger, però el projecte va fracassar.
Durant la seva estada en un sanatori tuberculós suís, Istrati va conèixer l'escriptor sionista Josué Jéhouda, amb qui mantindrà una gran amistat i que es convertirà en el seu tutor de francès.
La situació econòmica d'Istrati era molt precària: això, al costat de la seva malaltia i la seva depressió el van empènyer a un intent de suïcidi el 1921, quan es dirigia a Niça. La seva dona va aconseguir socórrer-lo a temps i la temptativa es va frustrar. Poc abans d'això, havia escrit a l'escriptor Romain Rolland, a qui admirava molt i amb qui havia intentat establir comunicació durant molt de temps. La carta d'Istrati va arribar a les mans de Rolland gràcies a la policia, i immediatament li va respondre. El 1923 Istrati va publicar el seu relat Kyra Kyralina amb un pròleg del mateix Rolland. Aquesta narració serà la primera del cicle Adrien Zograffi. Rolland estava fascinat per la vida atzarosa d'Istrati i va animar-lo a escriure més per publicar els seus relats en la revista que ell i Henri Barbusse editaven, Clarté. La següent obra important d'Istrati va ser la seva novel·la Codine.

## Istrati i el comunisme
Istrati compartia els ideals esquerrans de Rolland i, com ell, admirava la Revolució bolxevic. El 1927, coincidint amb el desè aniversari de la Revolució d'Octubre, va visitar la Unió Soviètica i va quedar profundament desil·lusionat. Durant la primera part del seu viatge va estar acompanyat per l'ambaixador rus a França Christian Rakovski (que, posteriorment, sofriria represàlies per la seva oposició a Ióssif Stalin). Istrati va conèixer bona part de la zona europea de la Unió Soviètica i va assistir a les celebracions revolucionàries de Moscou i Kíev. A Moscou va coincidir amb qui, amb el temps, serà un dels seus millors amics, l'escriptor grec Nikos Kazantzakis. Istrati va expressar a Victor Serge el seu desig d'obtenir la nacionalitat soviètica. Serge i Kazantzakis van escriure a Stalin expressant-li aquesta sol·licitud, però la seva carta no va rebre contestació.
Després d'una accidentada estada a Grècia (1928-29), en la qual va tenir problemes amb la policia i va ser convidat a abandonar el país, va tornar a la Unió Soviètica i va estendre les seves visites a llocs més remots del país, com Moldàvia, Nijni Nóvgorod, Bakú i Batum, i Istrati va quedar profundament decebut amb la dictadura de Stalin, de manera que va ser un dels primers intel·lectuals a mostrar públicament les seves discrepàncies i crítiques (després arribarien les defeccions d'Arthur Koestler, André Gide o George Orwell). Istrati va denunciar, per exemple, la persecució dels vells bolxevics i les purgues en massa. El desembre de 1928 va enviar les seves opinions per escrit a l'OGPU.
A partir de llavors, va sofrir una crisi de consciència, ja que va començar a ser titllat de trotskista i fins i tot de feixista pels seus antics amics comunistes, entre d'altres per Henri Barbusse, que es va mostrar molt bel·ligerant contra Istrati. Romain Rolland, que havia elogiat les cartes d'Istrati a l'OGPU, va mantenir no obstant això una actitud discreta en aquesta controvèrsia i no es va significar públicament. Istrati, que havia estat tractant la seva tuberculosi a Niça, va tornar a Romania desmoralitzat.

## Últims anys

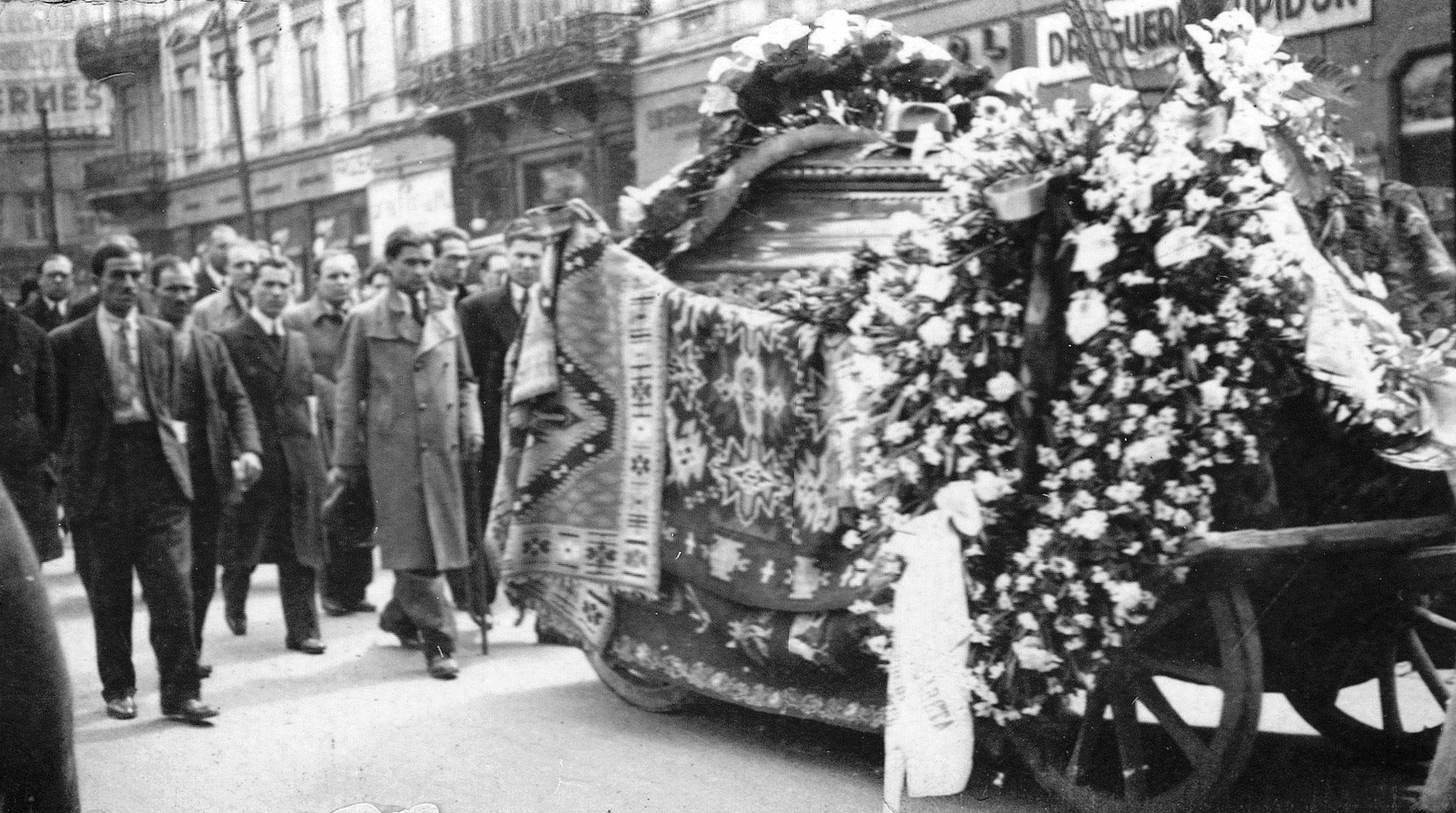
Funeral de Panait Istrati l'abril de 1935

Després del seu rebuig a l'estalinisme, les idees polítiques d'Istrati van ser molt ambigües. El 8 d'abril de 1933 va publicar una article en la revista francesa Els Nouvelles Littéraires que es titulava "L'homme qui n'adhère à rien" ('L'home que no s'adhereix a res'). Istrati estava vigilat estretament per la policia secreta romanesa (la Siguranţa Statului) i potser per això va publicar en Cruciada Românismului (La croada romanesa), periòdic vinculat al grup feixista i ultranacionalista de la Guàrdia de Ferro. De fet, Istrati va tenir relació amb Mihai Stelescu, que va ser elegit diputat al Parlament per la Guàrdia de Ferro el 1933 i que posteriorment va abandonar el grup; la seva dissidència li va implicar la mort a les mans d'una esquadra de la mort de la Guàrdia de Ferro. El mateix Istrati va ser assaltat diverses vegades per grups de la Guàrdia de Ferro.
Aïllat i desprotegit, Panait Istrati va morir en el sanatori Filareto de Bucarest. El seu cos va ser enterrat en el cementiri de Bellu.

## Traduccions al català
- Els meus començaments, traducció d'Anna Casassas (Minúscula)
- Kyra Kyralina[Enllaç no actiu], traducció de Xavier Montoliu Pauli (Edicions de 1984)

## Filmografia
Istrati va escriure un guió cinematogràfic a la Unió Soviètica en què va adaptar la seva pròpia obra The Bandits. La pel·lícula mai es va arribar a rodar.
El 1927 es va rodar la pel·lícula muda Kira Kiralina, dirigida per Boris Glagolin i basada en la novel·la homònima. Aquesta obra va conèixer una segona versió cinematogràfica el 1993, gràcies a una producció romanohongaresa dirigida per Gyula Maár.
El 1958 es va rodar la pel·lícula francoromanesa Ciulinii Bărăganului, dirigida per Louis Daquin i Gheorghe Vitanidis; el 1962, es va rodar una altra coproducció francoromanesa basada en la seva novel·la Codine, dirigida per Henri Colpi.